# Matías Nahuel Leiva Esquivel
Matías Nahuel (Rosario, Argentina, 22 d'octubre de 1996), és un jugador de futbol format al planter del Vila-real CF i que juga de centrecampista a l'Olympiacos FC. També juga amb la selecció espanyola en categories per edats.

## Trajectòria

### Vila-real CF
Nascut a Rosario, Nahuel, el més petit de cinc germans, va arribar al Vila-real CF amb 12 anys, després de ser captat per l'acadèmia ADUIR. No va poder jugar cap competició fins que no va fer els 16 anys.
Després de jugar en les categories inferiors de l'equip groguet, va debutar amb el primer equip el 13 de gener de 2014 en la victòria 5–1 contra la Reial Societat, va entrar al terreny de joc en el lloc de Moi Gómez. Debutava, així, amb el primer equip a la Primera divisió 2014-2015 amb només 16 anys.